# 二元君主國

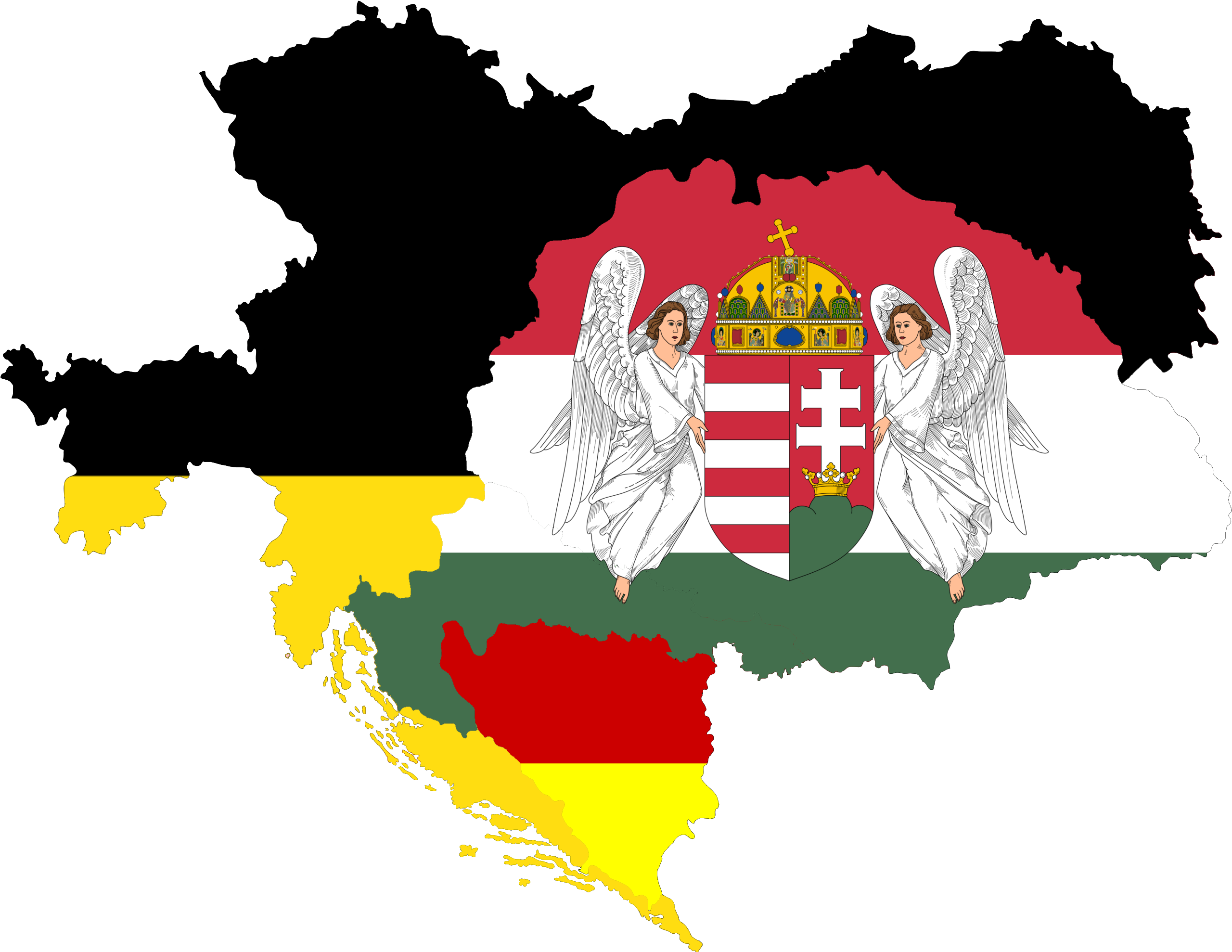
內萊塔尼亞（奧地利帝國）、外萊塔尼亞（匈牙利王國）和波斯尼亞和黑塞哥維那共管地

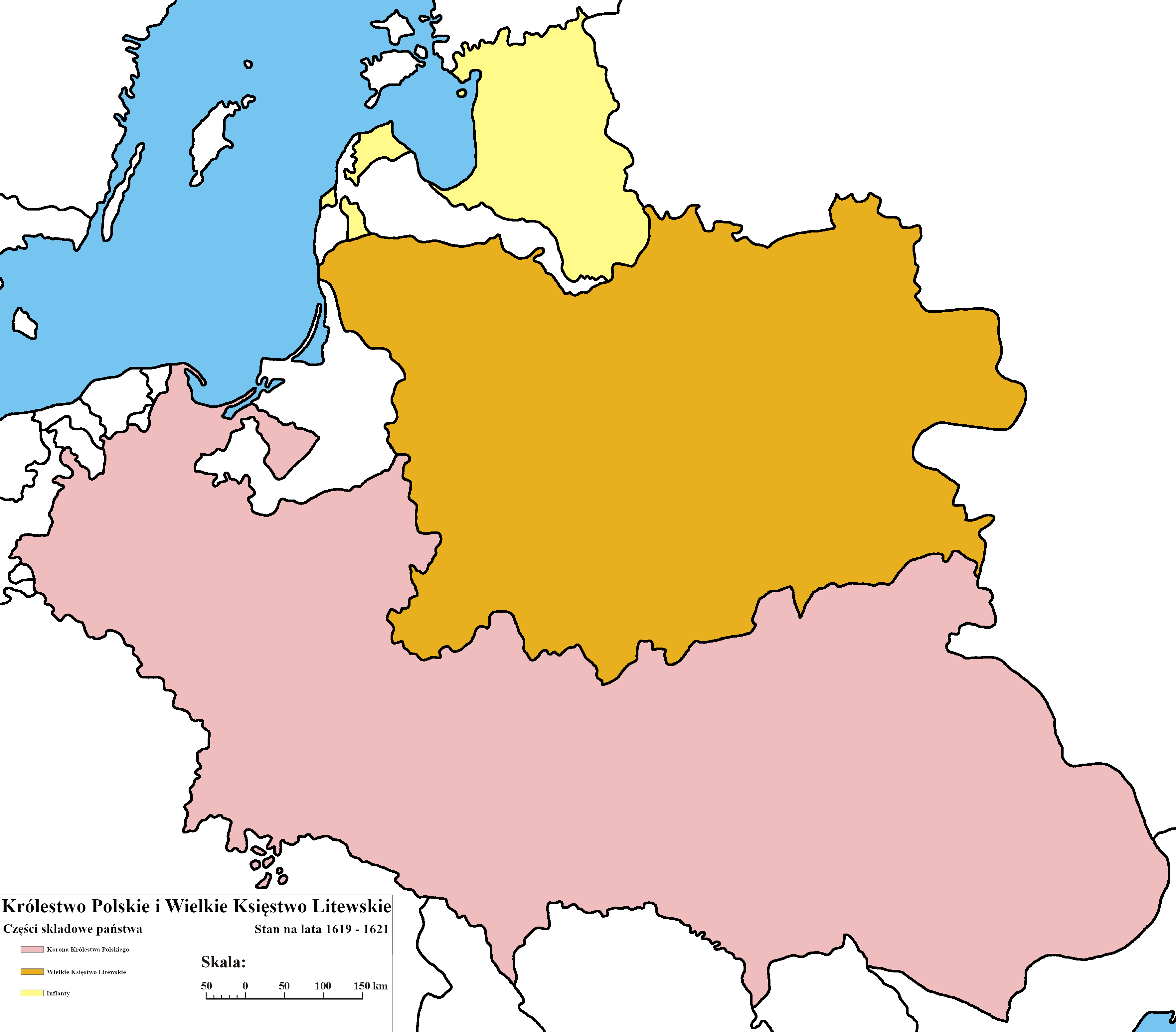
波蘭王國王冠領地（粉紅色）、立陶宛大公國（橙色）和立窝尼亚公国封地

二元君主國（英語：Dual monarchy），又稱二元君主制、雙元王國、雙元帝國，是一種特殊的君主制政體，指的是兩個互相獨立的君主國奉同一人為本國君主的政治模式。最著名的二元君主國就是1867～1918年的奧匈帝國，在提到二元君主國而不加任何具體說明時，通常指奧匈帝國。
二元君主國不一定就是共主邦聯（即“人合國”）的類型，也有可能是“政合國”的類型。如果是“共主邦聯”或“人合國”的話，那就沒有一個統一的中央政府來強制團結兩國的外交、關稅和軍隊政策，兩國的對外政策均能獨立分開甚至能彼此敵對，兩國僅在名義上同屬於某一個君王而已。如果是“政合國”的話，那兩國的外交政策就會始終保持一致，也會劃入同一個關稅同盟，兩國的軍隊也會採用同一套系統，兩國僅在各自的版圖之內享有自治權。

## 歷史
除了，採用二元君主制為政體的國家有很多。在歷史上，還採取過二元君主制的國家有很多，例如波蘭王國和立陶宛大公國所組成的“波蘭立陶宛聯邦”、西班牙王國和葡萄牙王國所組成的“伊比利亞聯盟”、瑞典王國和挪威王國所組成的“瑞典-挪威”、英格蘭王國和蘇格蘭王國所組成的“大不列顛”等。
在1870年代，因為奧匈帝國的成功，許多歐洲國家都仿效他們，成立二元君主國。威爾士親王（後來的愛德華七世）和威廉·格萊斯頓通過以奧地利－匈牙利雙重君主制為模式，提出英國和愛爾蘭組成雙重君主制，但他們的努力沒有成功。